# Gympie-Gympie
Gympie-Gympie (gimpi-gimpi, ubadajuće drvo, biljka samoubojica; lat. Dendrocnide moroides), drvo ili grm iz porodice koprivovki, autohtono u australskim državama Queensland (na istoku) i Novi Južni Wales, te na Malim sundskim otocima i Vanuatuu.
Biljka je poznata po svojim vrlo bolnim ubodima, koj isu opisivani kao “najgori bolovi koje je ikada neko osjetio”, a mogu trajati mjesecima.

## Opis
Može narasti u visinu od 3 do 4 metra. listovi su joj dugi 30 do 40 cm., a na njima se nalaze sitne dlačice koje sadrže neurotoksine, a izazivaju jaku bol, peckanje i osećaj žarenja kada dođu u kontakt sa kožom. Za ljude nije smrtonosna.
Proučavana je i zbog svojih ljekovitih svojstava, a neke studije su pokazale da njeni ekstrakti mogu imati protivupalna, antivirusna i antibakterijska svojstva.
- D. moroides
- D. moroides
- D. moroides
- D. moroides